# Regiões da União Europeia
A União Europeia criou um Comitê das Regiões para representar Regiões da Europa como a camada de administração do governo da UE diretamente abaixo do nível estado-nação. O Comité tem sede em Bruxelas.
Razões dadas para isso incluem:
- as reivindicações históricas e culturais de autonomia em muitas regiões em toda a UE
- Reforçar a situação política e econômica nessas regiões

O termo 'região' como usado aqui inclui País de Gales e Escócia, ambos os quais são não-soberanos países dentro do Reino Unido; eles são reconhecido como países pelo governo do Reino Unido e não são referidos como 'regiões'.
Alguns estados-nações que historicamente tiveram uma forte administração centralizada transferiram o poder político para as regiões. Exemplos disso incluem a devolução de poder no Reino Unido (o Ato da Escócia de 1998, o Ato do Governo do País de Gales (1998)) e as atuais negociações na França relativas ao aumento de autonomia para Córsega. Alguns outros estados têm tradicionalmente regiões fortes, como a República Federal da Alemanha; outros, no entanto, foram estruturados com base em governos nacionais e municipais, com pouco tempo entre eles.

## Competência
As autoridades regionais e locais elegem os delegados para o Comitê das Regiões. O Comitê é um órgão consultivo e é solicitado o parecer do Conselho ou da Comissão sobre novas políticas e legislação nos seguintes domínios:
- Educação
- Treinamento
- Cultura
- Saúde pública
- Suporte antidroga
- Redes transeuropeias
- Coesão social e econômica
- Fundos Estruturais

Em certas questões, trabalha em parceria com o Comitê Econômico e Social.

## Influência Política
A política do regionalismo também teve impacto no nível pan-europeu. As regiões da Europa haviam pressionado por um aumento da voz nos assuntos da UE, especialmente os Länder alemães. Isto resultou na criação pelo Tratado de Maastricht do Comitê das Regiões, e provisão para que os estados membros fossem representados no Conselho por ministros dos seus governos regionais. 
O desejo dos Länder alemães, no entanto, tem sido frustrado por outros Estados-membros, que se opõem ao envolvimento direto das regiões no processo decisório da UE. Os Länder alemães pressionaram com sucesso o governo alemão (que por sua vez fez lobby junto ao Conselho Europeu) para que a  CIG de 2004 lidasse com a divisão de poderes entre os níveis de governo da UE, nacional e regional.
O Conselho da Europa também tem um congresso de autoridades locais e regionais, semelhante ao Comité das Regiões da UE.
O reforço da concorrência econômica entre as comunidades apoia ainda mais a criação de regiões autênticas na UE e quase todos os Estados-Membros da UE têm recentemente ou estão atualmente a reorganizar a sua administração para criar regiões competitivas da UE.
Muitas vezes, essas regiões refletem melhor cultura e identidade e um senso de interesses comuns.
Das principais organizações que representam as regiões da Europa, a Assembleia das Regiões da Europa (AER) é a maior. Estabelecida em 1985, a organização agora reúne mais de 270 regiões de 33 países, juntamente com 16 associações inter-regionais, em toda a Europa.
Além de desempenhar um papel fundamental como a voz política das regiões no cenário europeu, a AER é um fórum de cooperação inter-regional em várias áreas de competência regional, incluindo desenvolvimento econômico, política social, saúde pública, cultura, educação e juventude. A organização é também uma defensora-chave do princípio da subsidiariedade na Europa, fazendo lobby para sua inclusão nos tratados da UE e exigindo o reconhecimento da palavra nos dicionários através do movimento mundial "Subsidiariedade é uma palavra".
Fora das instituições da UE, o Conselho dos Municípios e Regiões da Europa (CEMR-CCRE) é a maior organização de governo local e regional na Europa; seus membros são associações nacionais de cidades, municípios e regiões de mais de 35 países. Juntas, estas associações representam cerca de 100.000 autoridades locais e regionais.
O CMRE trabalha para promover uma Europa unida, baseada no autogoverno local e regional e na democracia. Para atingir este objetivo, procura moldar o futuro da Europa, reforçando a contribuição local e regional, influenciando a legislação e a política europeias, trocando experiências a nível local e regional e cooperando com parceiros noutras partes do mundo.

## História

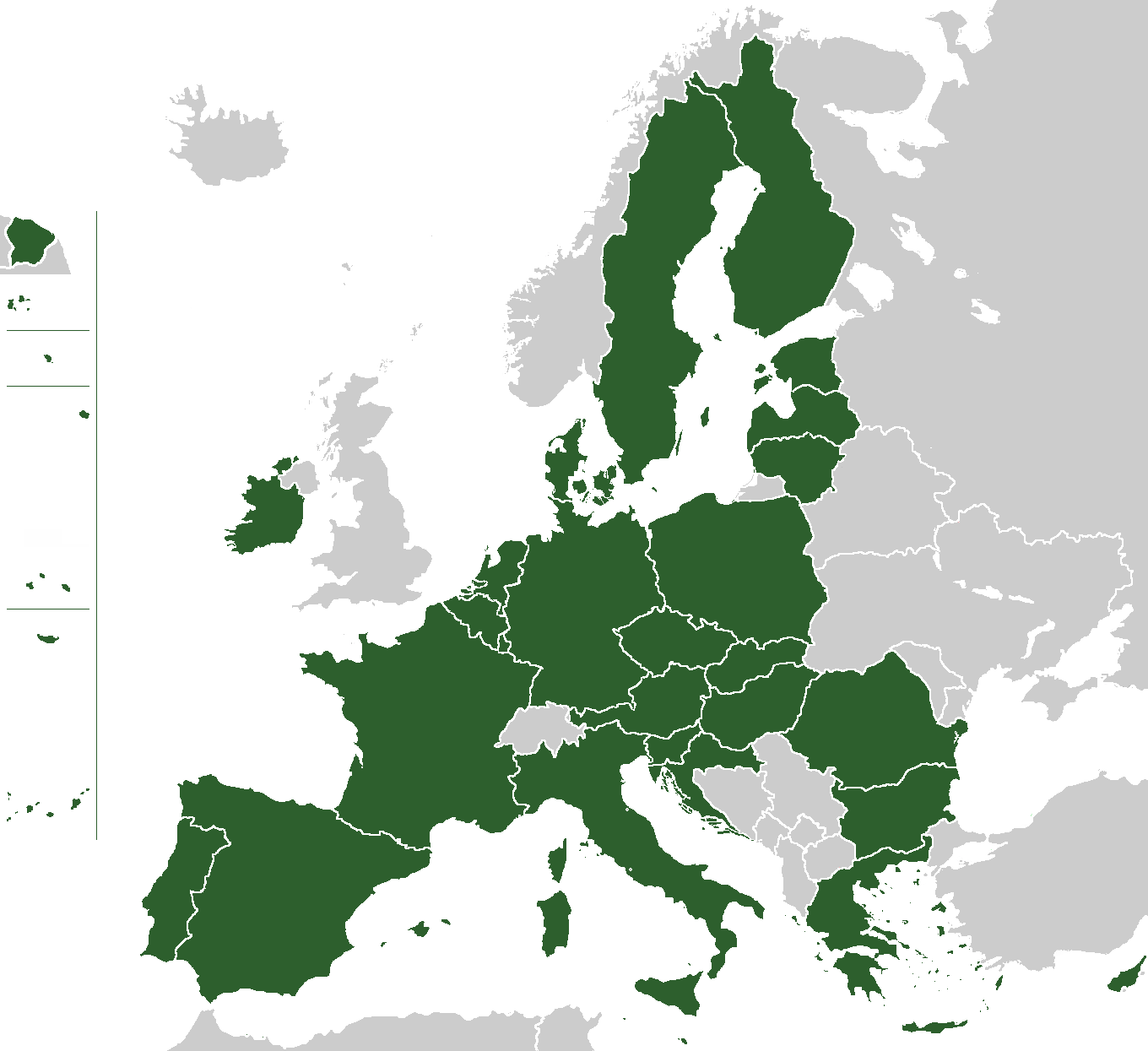
EU estados membros

A ideia de uma representação das regiões no âmbito da administração da União Europeia refere-se à história de algumas regiões, como regiões autónomas ou os países soberanos. Exemplos incluem Flandres como uma região autónoma da Bélgica, o País Basco, que se encontra no nordeste da Espanha e sudoeste da França, Catalunha que fica no leste da Espanha e sul da França. No Reino Unido, Escócia e País de Gales são países em que as regiões são reconhecidas como tal pelo governo britânico. Eles não são países soberanos no Reino Unido com as suas próprias instituições nacionais, e, mais ainda hoje, desde o estabelecimento da Parlamento Escocês e a Assembleia Nacional do País de Gales. Todos esses lugares têm crescimento ou bem estabelecidos sentimentos nacionalistas (ver Movimento flamengo, Nacionalismo basco, Nacionalismo catalão, Nacionalismo galego, Nacionalismo galês, Independência escocesa e Movimento Córnico auto-governo).